# Fed Cup 2016 – Světová skupina
Světová skupina Fed Cupu 2016 představovala nejvyšší úroveň soutěže – elitní osmičlennou skupinu, z níž vzešel celkový vítěz 54. ročníku. Semifinalisté si zajistili účast ve Světové skupině následujícího ročníku 2017. Týmy, které prohrály v 1. kole, podstoupily dubnovou baráž o udržení v nejvyšší úrovni.
Dvojnásobným obhájcem titulu byl tým České republiky, jenž ve finále předchozího ročníku zdolal Rusko poměrem 3:2 na zápasy. Ve finálovém duelu 2016 pak přehrál Francii stejným výsledkem. Češky tak získaly pátý titul z předešlých šesti ročníků a celkově jubilejní desáté vítězství. Petr Pála dosáhl jako první nehrající kapitán v historii soutěže na pět titulů.
Rozhodující sada úvodního finálového zápasu trvající 2.24 hodin, kterou vyhrála Karolína Plíšková nad Kristinou Mladenovicovou poměrem gamů 16:14, byla nejdelším setem dosavadní historie finále Fed Cupu a druhým nejdelším rozhodujícím setem v celé soutěži od roku 1963. Utkání skončilo po 3.48 hodinách, což znamenalo nejdelší zápas v historii českého, respektive československého týmu, stejně jako zdolání tohoto rekordu v rámci francouzské reprezentace.
Druhá dvouhra čtvrtfinále mezi Ruskem a Nizozemskem přinesla nejdelší zápas historie Fed Cupu. Favorizovaná Světlana Kuzněcovová v něm podlehla Richèl Hogenkampové až ve třetí sadě poměrem 10–8. Duel trval přesně čtyři hodiny a překonal tak rekord utkání Portoričanky Vilmarie Castellviové, jež v roce 2005 porazila Kanaďanku Wozniakovou za 3:49 hodin.

## Účastníci
| Účastníci  | Účastníci | Účastníci | Účastníci |
| Česko      | Francie   | Itálie    | Německo   |
| Nizozemsko | Rumunsko  | Rusko     | Švýcarsko |
| ---------- | --------- | --------- | --------- |

### Nasazené týmy
1. Česko (vítěz)
2. Rusko (1. kolo)
3. Německo (1. kolo)
4. Itálie (1. kolo)

## Pavouk
|  | Čtvrtfinále 6.–7. února          | Čtvrtfinále 6.–7. února          | Čtvrtfinále 6.–7. února          |                                  |                                  | Semifinále 16.–17. dubna        | Semifinále 16.–17. dubna        | Semifinále 16.–17. dubna        |                                 |                                 | Finále 13.–14. listopadu         | Finále 13.–14. listopadu         | Finále 13.–14. listopadu         |                                  |                                  |
|  |                                  |                                  |                                  |                                  |                                  |                                 |                                 |                                 |                                 |                                 |                                  |                                  |                                  |                                  |                                  |
|  | Kluž, Rumunsko (tvrdý, hala)     |                                  |                                  |                                  |                                  |                                 |                                 |                                 |                                 |                                 |                                  |                                  |                                  |                                  |                                  |
|  | 1                                | Česko                            | 3                                |                                  |                                  |                                 |                                 |                                 |                                 |                                 |                                  |                                  |                                  |                                  |                                  |
|  |                                  | Rumunsko                         | 2                                |                                  |                                  | Lucern, Švýcarsko (tvrdý, hala) | Lucern, Švýcarsko (tvrdý, hala) | Lucern, Švýcarsko (tvrdý, hala) | Lucern, Švýcarsko (tvrdý, hala) | Lucern, Švýcarsko (tvrdý, hala) |                                  |                                  |                                  |                                  |                                  |
|  |                                  |                                  |                                  |                                  | 1                                | Česko                           | 3                               |                                 |                                 |                                 |                                  |                                  |                                  |                                  |                                  |
|  | Lipsko, Německo (tvrdý, hala)    | Lipsko, Německo (tvrdý, hala)    | Lipsko, Německo (tvrdý, hala)    | Lipsko, Německo (tvrdý, hala)    |                                  |                                 | Švýcarsko                       | 2                               |                                 |                                 |                                  |                                  |                                  |                                  |                                  |
|  |                                  | Švýcarsko                        | 3                                |                                  |                                  |                                 |                                 |                                 |                                 |                                 |                                  |                                  |                                  |                                  |                                  |
|  | 3                                | Německo                          | 2                                |                                  |                                  |                                 |                                 |                                 |                                 |                                 | Štrasburk, Francie (tvrdý, hala) | Štrasburk, Francie (tvrdý, hala) | Štrasburk, Francie (tvrdý, hala) | Štrasburk, Francie (tvrdý, hala) | Štrasburk, Francie (tvrdý, hala) |
|  |                                  |                                  |                                  |                                  |                                  |                                 |                                 |                                 |                                 |                                 | 1                                | Česko                            | 3                                |                                  |                                  |
|  | Marseille, Francie (tvrdý, hala) | Marseille, Francie (tvrdý, hala) | Marseille, Francie (tvrdý, hala) | Marseille, Francie (tvrdý, hala) | Marseille, Francie (tvrdý, hala) |                                 |                                 |                                 |                                 |                                 |                                  | Francie                          | 2                                |                                  |                                  |
|  | 4                                | Itálie                           | 1                                |                                  |                                  |                                 |                                 |                                 |                                 |                                 |                                  |                                  |                                  |                                  |                                  |
|  |                                  | Francie                          | 4                                |                                  |                                  | Trélazé, Francie (antuka, hala) | Trélazé, Francie (antuka, hala) | Trélazé, Francie (antuka, hala) | Trélazé, Francie (antuka, hala) | Trélazé, Francie (antuka, hala) |                                  |                                  |                                  |                                  |                                  |
|  |                                  |                                  |                                  |                                  |                                  | Francie                         | 3                               |                                 |                                 |                                 |                                  |                                  |                                  |                                  |                                  |
|  | Moskva, Rusko (tvrdý, hala)      | Moskva, Rusko (tvrdý, hala)      | Moskva, Rusko (tvrdý, hala)      | Moskva, Rusko (tvrdý, hala)      |                                  |                                 | Nizozemsko                      | 2                               |                                 |                                 |                                  |                                  |                                  |                                  |                                  |
|  |                                  | Nizozemsko                       | 3                                |                                  |                                  |                                 |                                 |                                 |                                 |                                 |                                  |                                  |                                  |                                  |                                  |
|  | 2                                | Rusko                            | 1                                |                                  |                                  |                                 |                                 |                                 |                                 |                                 |                                  |                                  |                                  |                                  |                                  |

## 1. kolo

### Rumunsko vs. Česko
| Sala Polivalentă, Kluž, Rumunsko 6.–7. února 2016 tvrdý – Playflex (hala) | |                                                                              |      |     |     |  |
| \| 1. \| \| Simona Halepová Karolína Plíšková \| 7 64 \| 4 6 \| 2 6 \| \| \| 2. \| \| Monica Niculescuová Petra Kvitová \| 6 3 \| 6 4 \| \| \| \| 3. \| \| Simona Halepová Petra Kvitová \| 6 4 \| 3 6 \| 6 3 \| \| \| 4. \| \| Monica Niculescuová Karolína Plíšková \| 4 6 \| 6 4 \| 3 6 \| \| \| 5. \| \| Andreea Mituová / Ioana Raluca Olaruová Karolína Plíšková / Barbora Strýcová \| 2 6 \| 3 6 \| \| \| \| Nominace \| \| \| \| \| \| \| \| \| Rumunsko: Simona Halepová, Monica Niculescuová, Andreea Mituová, Ioana Raluca Olaruová, nehrající kapitánka Alina Cercelová-Tescorová \| \| \| \| \| \| \| \| Česko: Petra Kvitová, Karolína Plíšková, Barbora Strýcová, Denisa Alertová, nehrající kapitán Petr Pála \| \| \| \| \| \| \| Podrobnosti \| \| \| \| \| \| \| \| \| Oba týmy se v minulosti utkaly jedinkrát. Češky držely aktivní vzájemnou bilanci zápasů 1:0. Třetí hráčka žebříčku Simona Halepová původně oznámila, že se utkání nezúčastní pro naplánovaný operační zákrok nosní dutiny. Svůj záměr přehodnotila a byla zařazena do nominace.[9] Světová dvanáctka Karolína Plíšková se stala první českou tenistkou od Nicole Vaidišové a jejího výkonu ve Fed Cupu 2008 proti Slovensku, která dokázala vyhrát všechny tři zápasy.[10] \| \| \| \| \| \| | |                                                                              |      |     |     |  |
| | |                                                                              | 1.   | 2.  | 3.  |  |
| 1. | | Simona Halepová Karolína Plíšková                                            | 7 64 | 4 6 | 2 6 |  |
| 2. | | Monica Niculescuová Petra Kvitová                                            | 6 3  | 6 4 |     |  |
| 3. | | Simona Halepová Petra Kvitová                                                | 6 4  | 3 6 | 6 3 |  |
| 4. | | Monica Niculescuová Karolína Plíšková                                        | 4 6  | 6 4 | 3 6 |  |
| 5. | | Andreea Mituová / Ioana Raluca Olaruová Karolína Plíšková / Barbora Strýcová | 2 6  | 3 6 |     |  |
| Nominace | |                                                                              |      |     |     |  |
| | Rumunsko: Simona Halepová, Monica Niculescuová, Andreea Mituová, Ioana Raluca Olaruová, nehrající kapitánka Alina Cercelová-Tescorová |                                                                              |      |     |     |  |
| | Česko: Petra Kvitová, Karolína Plíšková, Barbora Strýcová, Denisa Alertová, nehrající kapitán Petr Pála |                                                                              |      |     |     |  |
| Podrobnosti | |                                                                              |      |     |     |  |
| | Oba týmy se v minulosti utkaly jedinkrát. Češky držely aktivní vzájemnou bilanci zápasů 1:0. Třetí hráčka žebříčku Simona Halepová původně oznámila, že se utkání nezúčastní pro naplánovaný operační zákrok nosní dutiny. Svůj záměr přehodnotila a byla zařazena do nominace. Světová dvanáctka Karolína Plíšková se stala první českou tenistkou od Nicole Vaidišové a jejího výkonu ve Fed Cupu 2008 proti Slovensku, která dokázala vyhrát všechny tři zápasy. |                                                                              |      |     |     |  |

### Německo vs. Švýcarsko
| Leipziger Messe, Lipsko, Německo 6.–7. února 2016 tvrdý – Rebound Ace (hala) | |                                                                                   |      |     |    |  |
| \| 1. \| \| Andrea Petkovicová Belinda Bencicová \| 3 6 \| 4 6 \| \| \| \| 2. \| \| Angelique Kerberová Timea Bacsinszká \| 6 1 \| 6 3 \| \| \| \| 3. \| \| Angelique Kerberová Belinda Bencicová \| 64 7 \| 3 6 \| \| \| \| 4. \| \| Annika Becková Timea Bacsinszká \| 7 5 \| 6 4 \| \| \| \| 5. \| \| Andrea Petkovicová / Anna-Lena Grönefeldová Belinda Bencicová / Martina Hingisová \| 3 6 \| 2 6 \| \| \| \| Nominace \| \| \| \| \| \| \| \| \| Německo: Angelique Kerberová, Andrea Petkovicová, Annika Becková, Anna-Lena Grönefeldová, nehrající kapitánka: Barbara Rittnerová \| \| \| \| \| \| \| \| Švýcarsko: Belinda Bencicová, Timea Bacsinszká, Viktorija Golubicová, Martina Hingisová, nehrající kapitán: Heinz Günthardt \| \| \| \| \| \| \| Podrobnosti \| \| \| \| \| \| \| \| \| Oba týmy se v minulosti utkaly pětkrát. Němky držely aktivní vzájemnou bilanci zápasů 4:1. \| \| \| \| \| \| | |                                                                                   |      |     |    |  |
| | |                                                                                   | 1.   | 2.  | 3. |  |
| 1. | | Andrea Petkovicová Belinda Bencicová                                              | 3 6  | 4 6 |    |  |
| 2. | | Angelique Kerberová Timea Bacsinszká                                              | 6 1  | 6 3 |    |  |
| 3. | | Angelique Kerberová Belinda Bencicová                                             | 64 7 | 3 6 |    |  |
| 4. | | Annika Becková Timea Bacsinszká                                                   | 7 5  | 6 4 |    |  |
| 5. | | Andrea Petkovicová / Anna-Lena Grönefeldová Belinda Bencicová / Martina Hingisová | 3 6  | 2 6 |    |  |
| Nominace | |                                                                                   |      |     |    |  |
| | Německo: Angelique Kerberová, Andrea Petkovicová, Annika Becková, Anna-Lena Grönefeldová, nehrající kapitánka: Barbara Rittnerová |                                                                                   |      |     |    |  |
| | Švýcarsko: Belinda Bencicová, Timea Bacsinszká, Viktorija Golubicová, Martina Hingisová, nehrající kapitán: Heinz Günthardt       |                                                                                   |      |     |    |  |
| Podrobnosti | |                                                                                   |      |     |    |  |
| | Oba týmy se v minulosti utkaly pětkrát. Němky držely aktivní vzájemnou bilanci zápasů 4:1.                                        |                                                                                   |      |     |    |  |

### Francie vs. Itálie
| Palais des sports, Marseille Francie 6.–7. února 2016 tvrdý – Ecoplas Masters 1000 Grand Prix (hala) | |                                                                                 |      |     |     |  |
| \| 1. \| \| Kristina Mladenovicová Camila Giorgiová \| 6 1 \| 4 6 \| 1 6 \| \| \| 2. \| \| Caroline Garciaová Sara Erraniová \| 6 3 \| 7 5 \| \| \| \| 3. \| \| Kristina Mladenovicová Sara Erraniová \| 7 64 \| 6 1 \| \| \| \| 4. \| \| Caroline Garciaová Camila Giorgiová \| 6 3 \| 6 4 \| \| \| \| 5. \| \| Kristina Mladenovicová / Caroline Garciaová Martina Caregarová / Sara Erraniová \| 6 0 \| 6 1 \| \| \| \| Nominace \| \| \| \| \| \| \| \| \| Francie: Kristina Mladenovicová, Caroline Garciaová, Pauline Parmentierová, Océane Dodinová, nehrající kapitánka Amélie Mauresmová \| \| \| \| \| \| \| \| Itálie: Sara Erraniová, Camila Giorgiová, Francesca Schiavoneová, Martina Caregarová, nehrající kapitán: Corrado Barazzutti \| \| \| \| \| \| \| Podrobnosti \| \| \| \| \| \| \| \| \| Oba týmy se v minulosti utkaly desetkrát. Francouzky držely aktivní vzájemnou bilanci zápasů 7:3. \| \| \| \| \| \| | |                                                                                 |      |     |     |  |
| | |                                                                                 | 1.   | 2.  | 3.  |  |
| 1. | | Kristina Mladenovicová Camila Giorgiová                                         | 6 1  | 4 6 | 1 6 |  |
| 2. | | Caroline Garciaová Sara Erraniová                                               | 6 3  | 7 5 |     |  |
| 3. | | Kristina Mladenovicová Sara Erraniová                                           | 7 64 | 6 1 |     |  |
| 4. | | Caroline Garciaová Camila Giorgiová                                             | 6 3  | 6 4 |     |  |
| 5. | | Kristina Mladenovicová / Caroline Garciaová Martina Caregarová / Sara Erraniová | 6 0  | 6 1 |     |  |
| Nominace | |                                                                                 |      |     |     |  |
| | Francie: Kristina Mladenovicová, Caroline Garciaová, Pauline Parmentierová, Océane Dodinová, nehrající kapitánka Amélie Mauresmová |                                                                                 |      |     |     |  |
| | Itálie: Sara Erraniová, Camila Giorgiová, Francesca Schiavoneová, Martina Caregarová, nehrající kapitán: Corrado Barazzutti        |                                                                                 |      |     |     |  |
| Podrobnosti | |                                                                                 |      |     |     |  |
| | Oba týmy se v minulosti utkaly desetkrát. Francouzky držely aktivní vzájemnou bilanci zápasů 7:3.                                  |                                                                                 |      |     |     |  |

### Rusko vs. Nizozemsko
| Olympijský stadion, Moskva, Rusko 6.–7. února 2016 tvrdý – RuKortHard Tournament MF (hala) | |                                                                            |      |     |      |            |
| \| 1. \| \| Jekatěrina Makarovová Kiki Bertensová \| 3 6 \| 4 6 \| \| \| \| 2. \| \| Světlana Kuzněcovová Richèl Hogenkampová \| 64 7 \| 7 5 \| 8 10 \| \| \| 3. \| \| Světlana Kuzněcovová Kiki Bertensová \| 1 6 \| 4 6 \| \| \| \| 4. \| \| Jekatěrina Makarovová Richèl Hogenkampová \| \| \| \| nehrálo se \| \| 5. \| \| Darja Kasatkinová / Jekatěrina Makarovová Cindy Burgerová / Arantxa Rusová \| 6 0 \| 6 2 \| \| \| \| Nominace \| \| \| \| \| \| \| \| \| Rusko: Maria Šarapovová, Světlana Kuzněcovová, Jekatěrina Makarovová, Darja Kasatkinová, nehrající kapitánka: Anastasija Myskinová \| \| \| \| \| \| \| \| Nizozemsko: Kiki Bertensová, Richèl Hogenkampová, Cindy Burgerová, Arantxa Rusová, nehrající kapitán: Paul Haarhuis \| \| \| \| \| \| \| Podrobnosti \| \| \| \| \| \| \| \| \| Oba týmy se v minulosti utkaly třikrát. Rusky držely aktivní vzájemnou bilanci zápasů 3:0. Překvapením se stalo vítězství Nizozemek, které po třech utkáních vedly již 3:0. Bertensová ani Hogenkampová přitom nefigurovaly v první stovce žebříčku WTA. Dvouhra mezi Kuzněcovovou a Hogenkampovou, jež Nizozemka vyhrála 10–8 ve třetí sadě, se stala nejdelším zápasem v historii Fed Cupu. Trvala přesně čtyři hodiny a překonala tak rekord utkání vítězné Portoričanky Vilmarie Castellviové s Kanaďankou Wozniakovou, který v roce 2005 trval 3:49 hodin.[7] \| \| \| \| \| \| | |                                                                            |      |     |      |            |
| | |                                                                            | 1.   | 2.  | 3.   |            |
| 1. | | Jekatěrina Makarovová Kiki Bertensová                                      | 3 6  | 4 6 |      |            |
| 2. | | Světlana Kuzněcovová Richèl Hogenkampová                                   | 64 7 | 7 5 | 8 10 |            |
| 3. | | Světlana Kuzněcovová Kiki Bertensová                                       | 1 6  | 4 6 |      |            |
| 4. | | Jekatěrina Makarovová Richèl Hogenkampová                                  |      |     |      | nehrálo se |
| 5. | | Darja Kasatkinová / Jekatěrina Makarovová Cindy Burgerová / Arantxa Rusová | 6 0  | 6 2 |      |            |
| Nominace | |                                                                            |      |     |      |            |
| | Rusko: Maria Šarapovová, Světlana Kuzněcovová, Jekatěrina Makarovová, Darja Kasatkinová, nehrající kapitánka: Anastasija Myskinová |                                                                            |      |     |      |            |
| | Nizozemsko: Kiki Bertensová, Richèl Hogenkampová, Cindy Burgerová, Arantxa Rusová, nehrající kapitán: Paul Haarhuis |                                                                            |      |     |      |            |
| Podrobnosti | |                                                                            |      |     |      |            |
| | Oba týmy se v minulosti utkaly třikrát. Rusky držely aktivní vzájemnou bilanci zápasů 3:0. Překvapením se stalo vítězství Nizozemek, které po třech utkáních vedly již 3:0. Bertensová ani Hogenkampová přitom nefigurovaly v první stovce žebříčku WTA. Dvouhra mezi Kuzněcovovou a Hogenkampovou, jež Nizozemka vyhrála 10–8 ve třetí sadě, se stala nejdelším zápasem v historii Fed Cupu. Trvala přesně čtyři hodiny a překonala tak rekord utkání vítězné Portoričanky Vilmarie Castellviové s Kanaďankou Wozniakovou, který v roce 2005 trval 3:49 hodin. |                                                                            |      |     |      |            |

## Semifinále

### Švýcarsko vs. Česko
| Messe Luzern, Lucern, Švýcarsko 16.–17. dubna 2016 tvrdý – Rebound Ace (hala) | |                                                                             |     |       |     |  |
| \| 1. \| \| Timea Bacsinszká Barbora Strýcová \| 0 6 \| 2 6 \| \| \| \| 2. \| \| Viktorija Golubicová Karolína Plíšková \| 3 6 \| 6 4 \| 6 4 \| \| \| 3. \| \| Timea Bacsinszká Karolína Plíšková \| 4 6 \| 2 6 \| \| \| \| 4. \| \| Viktorija Golubicová Barbora Strýcová \| 3 6 \| 78 66 \| 6 1 \| \| \| 5. \| \| Martina Hingisová / Viktorija Golubicová Karolína Plíšková / Lucie Hradecká \| 2 6 \| 2 6 \| \| \| \| Nominace \| \| \| \| \| \| \| \| \| Švýcarsko: Timea Bacsinszká, Viktorija Golubicová, Martina Hingisová, nehrající kapitán: Heinz Günthardt \| \| \| \| \| \| \| \| Česko: Karolína Plíšková, Barbora Strýcová, Denisa Alertová, Lucie Hradecká, nehrající kapitán: Petr Pála \| \| \| \| \| \| \| Podrobnosti \| \| \| \| \| \| \| \| \| Oba týmy se v minulosti utkaly šestkrát. Češky držely aktivní vzájemnou bilanci zápasů 5:1. Švýcarky se probojovaly do semifinále poprvé od roku 1998, český tým naopak poosmé v řadě.[14] Po dohodě s kapitánem Pálou nebyla do týmu nominována hráčka první světové desítky Petra Kvitová a ani Lucie Šafářová, která figurovala ve druhé desítce.[15] Švýcarská jednička a světová desítka Belinda Bencicová odřekla účast pro nedolečné zranění kostrče z Indian Wells Masters, s předpokladem další až čtyřtýdenní rekonvalesce.[16] \| \| \| \| \| \| | |                                                                             |     |       |     |  |
| | |                                                                             | 1.  | 2.    | 3.  |  |
| 1. | | Timea Bacsinszká Barbora Strýcová                                           | 0 6 | 2 6   |     |  |
| 2. | | Viktorija Golubicová Karolína Plíšková                                      | 3 6 | 6 4   | 6 4 |  |
| 3. | | Timea Bacsinszká Karolína Plíšková                                          | 4 6 | 2 6   |     |  |
| 4. | | Viktorija Golubicová Barbora Strýcová                                       | 3 6 | 78 66 | 6 1 |  |
| 5. | | Martina Hingisová / Viktorija Golubicová Karolína Plíšková / Lucie Hradecká | 2 6 | 2 6   |     |  |
| Nominace | |                                                                             |     |       |     |  |
| | Švýcarsko: Timea Bacsinszká, Viktorija Golubicová, Martina Hingisová, nehrající kapitán: Heinz Günthardt |                                                                             |     |       |     |  |
| | Česko: Karolína Plíšková, Barbora Strýcová, Denisa Alertová, Lucie Hradecká, nehrající kapitán: Petr Pála |                                                                             |     |       |     |  |
| Podrobnosti | |                                                                             |     |       |     |  |
| | Oba týmy se v minulosti utkaly šestkrát. Češky držely aktivní vzájemnou bilanci zápasů 5:1. Švýcarky se probojovaly do semifinále poprvé od roku 1998, český tým naopak poosmé v řadě. Po dohodě s kapitánem Pálou nebyla do týmu nominována hráčka první světové desítky Petra Kvitová a ani Lucie Šafářová, která figurovala ve druhé desítce. Švýcarská jednička a světová desítka Belinda Bencicová odřekla účast pro nedolečné zranění kostrče z Indian Wells Masters, s předpokladem další až čtyřtýdenní rekonvalesce. |                                                                             |     |       |     |  |

### Francie vs. Nizozemsko
| Arena Loire, Trélazé, Francie 16.–17. dubna 2016 antuka – (hala) | |                                                                                   |     |     |     |  |
| \| 1. \| \| Caroline Garciaová Kiki Bertensová \| 4 6 \| 2 6 \| \| \| \| 2. \| \| Kristina Mladenovicová Richèl Hogenkampová \| 6 2 \| 6 4 \| \| \| \| 3. \| \| Kristina Mladenovicová Kiki Bertensová \| 5 7 \| 4 6 \| \| \| \| 4. \| \| Caroline Garciaová Arantxa Rusová \| 6 3 \| 6 4 \| \| \| \| 5. \| \| Caroline Garciaová / Kristina Mladenovicová Kiki Bertensová / Richèl Hogenkampová \| 4 6 \| 6 3 \| 6 3 \| \| \| Nominace \| \| \| \| \| \| \| \| \| Francie: Kristina Mladenovicová, Caroline Garciaová, Alizé Cornetová, Pauline Parmentierová, nehrající kapitánka Amélie Mauresmová \| \| \| \| \| \| \| \| Nizozemsko: Kiki Bertensová, Richèl Hogenkampová, Cindy Burgerová, Arantxa Rusová, nehrající kapitán: Paul Haarhuis \| \| \| \| \| \| \| Podrobnosti \| \| \| \| \| \| \| \| \| Oba týmy se v minulosti utkaly šestkrát. Francouzky držely aktivní vzájemnou bilanci zápasů 5:1. Nizozemky postoupily do semifinále poprvé od roku 1997. Naposledy předtím se obě družstva utkala ve finále Fed Cupu 1997.[17] \| \| \| \| \| \| | |                                                                                   |     |     |     |  |
| | |                                                                                   | 1.  | 2.  | 3.  |  |
| 1. | | Caroline Garciaová Kiki Bertensová                                                | 4 6 | 2 6 |     |  |
| 2. | | Kristina Mladenovicová Richèl Hogenkampová                                        | 6 2 | 6 4 |     |  |
| 3. | | Kristina Mladenovicová Kiki Bertensová                                            | 5 7 | 4 6 |     |  |
| 4. | | Caroline Garciaová Arantxa Rusová                                                 | 6 3 | 6 4 |     |  |
| 5. | | Caroline Garciaová / Kristina Mladenovicová Kiki Bertensová / Richèl Hogenkampová | 4 6 | 6 3 | 6 3 |  |
| Nominace | |                                                                                   |     |     |     |  |
| | Francie: Kristina Mladenovicová, Caroline Garciaová, Alizé Cornetová, Pauline Parmentierová, nehrající kapitánka Amélie Mauresmová                                                                                         |                                                                                   |     |     |     |  |
| | Nizozemsko: Kiki Bertensová, Richèl Hogenkampová, Cindy Burgerová, Arantxa Rusová, nehrající kapitán: Paul Haarhuis |                                                                                   |     |     |     |  |
| Podrobnosti | |                                                                                   |     |     |     |  |
| | Oba týmy se v minulosti utkaly šestkrát. Francouzky držely aktivní vzájemnou bilanci zápasů 5:1. Nizozemky postoupily do semifinále poprvé od roku 1997. Naposledy předtím se obě družstva utkala ve finále Fed Cupu 1997. |                                                                                   |     |     |     |  |

## Finále

### Francie vs. Česko
| Rhénus Sport, Štrasburk, Francie 12.–13. listopadu 2016 tvrdý – (hala) | |                                                                                  |       |      |       |  |
| \| 1. \| \| Kristina Mladenovicová Karolína Plíšková \| 3 6 \| 6 4 \| 14 16 \| \| \| 2. \| \| Caroline Garciaová Petra Kvitová \| 78 66 \| 6 3 \| \| \| \| 3. \| \| Caroline Garciaová Karolína Plíšková \| 6 3 \| 3 6 \| 6 3 \| \| \| 4. \| \| Alizé Cornetová Barbora Strýcová \| 2 6 \| 64 7 \| \| \| \| 5. \| \| Caroline Garciaová / Kristina Mladenovicová Karolína Plíšková / Barbora Strýcová \| 5 7 \| 5 7 \| \| \| \| Nominace \| \| \| \| \| \| \| \| \| Francie: Caroline Garciaová, Kristina Mladenovicová, Alizé Cornetová, Pauline Parmentierová, nehrající kapitánka: Amélie Mauresmová[19] \| \| \| \| \| \| \| \| Česko: Karolína Plíšková, Petra Kvitová, Barbora Strýcová, Lucie Hradecká, nehrající kapitán: Petr Pála[20] \| \| \| \| \| \| \| Podrobnosti \| \| \| \| \| \| \| \| \| Oba týmy se v minulosti utkaly šestkrát, když každý vyhrál tři utkání. \| \| \| \| \| \| | |                                                                                  |       |      |       |  |
| | |                                                                                  | 1.    | 2.   | 3.    |  |
| 1. | | Kristina Mladenovicová Karolína Plíšková                                         | 3 6   | 6 4  | 14 16 |  |
| 2. | | Caroline Garciaová Petra Kvitová                                                 | 78 66 | 6 3  |       |  |
| 3. | | Caroline Garciaová Karolína Plíšková                                             | 6 3   | 3 6  | 6 3   |  |
| 4. | | Alizé Cornetová Barbora Strýcová                                                 | 2 6   | 64 7 |       |  |
| 5. | | Caroline Garciaová / Kristina Mladenovicová Karolína Plíšková / Barbora Strýcová | 5 7   | 5 7  |       |  |
| Nominace | |                                                                                  |       |      |       |  |
| | Francie: Caroline Garciaová, Kristina Mladenovicová, Alizé Cornetová, Pauline Parmentierová, nehrající kapitánka: Amélie Mauresmová |                                                                                  |       |      |       |  |
| | Česko: Karolína Plíšková, Petra Kvitová, Barbora Strýcová, Lucie Hradecká, nehrající kapitán: Petr Pála                             |                                                                                  |       |      |       |  |
| Podrobnosti | |                                                                                  |       |      |       |  |
| | Oba týmy se v minulosti utkaly šestkrát, když každý vyhrál tři utkání.                                                              |                                                                                  |       |      |       |  |

## Vítěz
| Vítěz Fed Cupu 2016 |
| ------------------- |
| Česko desátý titul  |